# Антрифтал
Антрифтал (њем. Antrifttal) општина је у њемачкој савезној држави Хесен. Једно је од 19 општинских средишта округа Фогелсберг. Према процјени из 2010. у општини је живјело 2.087 становника. Посједује регионалну шифру (AGS) 6535002.

## Географија
Антрифтал се налази у савезној држави Хесен у округу Фогелсберг. Општина се налази на надморској висини од 298 метара. Површина општине износи 26,6 km². У самом мјесту је, према процјени из 2010. године, живјело 2.087 становника. Просјечна густина становништва износи 78 становника/km².